# Bourse de valeurs de Bruxelles
Pour les articles homonymes, voir Bourse.
 (avril 2018).
Si vous disposez d'ouvrages ou d'articles de référence ou si vous connaissez des sites web de qualité traitant du thème abordé ici, merci de compléter l'article en donnant les références utiles à sa vérifiabilité et en les liant à la section « Notes et références ».
La Bourse de valeurs de Bruxelles (BSE) a été fondée à Bruxelles (Belgique) par décret de Napoléon Bonaparte en 1801. Le 22 septembre 2000, la Bourse de Bruxelles a fusionné avec la Bourse de Paris et la Bourse d'Amsterdam pour former Euronext, la première bourse de valeurs pan-européenne pour des actions et dérivés. Elle devient alors Euronext Bruxelles. L'indice le plus connu de la Bourse de Bruxelles est le BEL20.

## Bâtiment

### Bâtiment historique
Le bâtiment de la bourse a été construit sur le boulevard d'Anspach entre 1868 et 1873 selon les plans de l'architecte León-Pierre Suys. La construction de la bourse comprenait un programme d'assainissement et d'embellissement de la ville et la création de boulevards dans le centre de Bruxelles. En pleine expansion économique, ce bâtiment répond au besoin d'avoir un endroit où réaliser les transactions commerciales. L'édifice occupe l'emplacement de l'ancien marché au beurre. Le bâtiment combine des éléments de style classique et Second Empire, avec des ornements et sculptures d'artistes comme Auguste Rodin.

### Bâtiment actuel
Euronext Bruxelles a maintenant son siège dans le Bâtiment Le Marquis.